# Pratique alimentaire
Cet article concerne les régimes alimentaires d'ordre culturel pratiqués par l'Homme. Pour les régimes alimentaires des animaux, voir régime alimentaire. Pour les régimes visant à perdre du poids, voir régime amaigrissant.
 (février 2024).

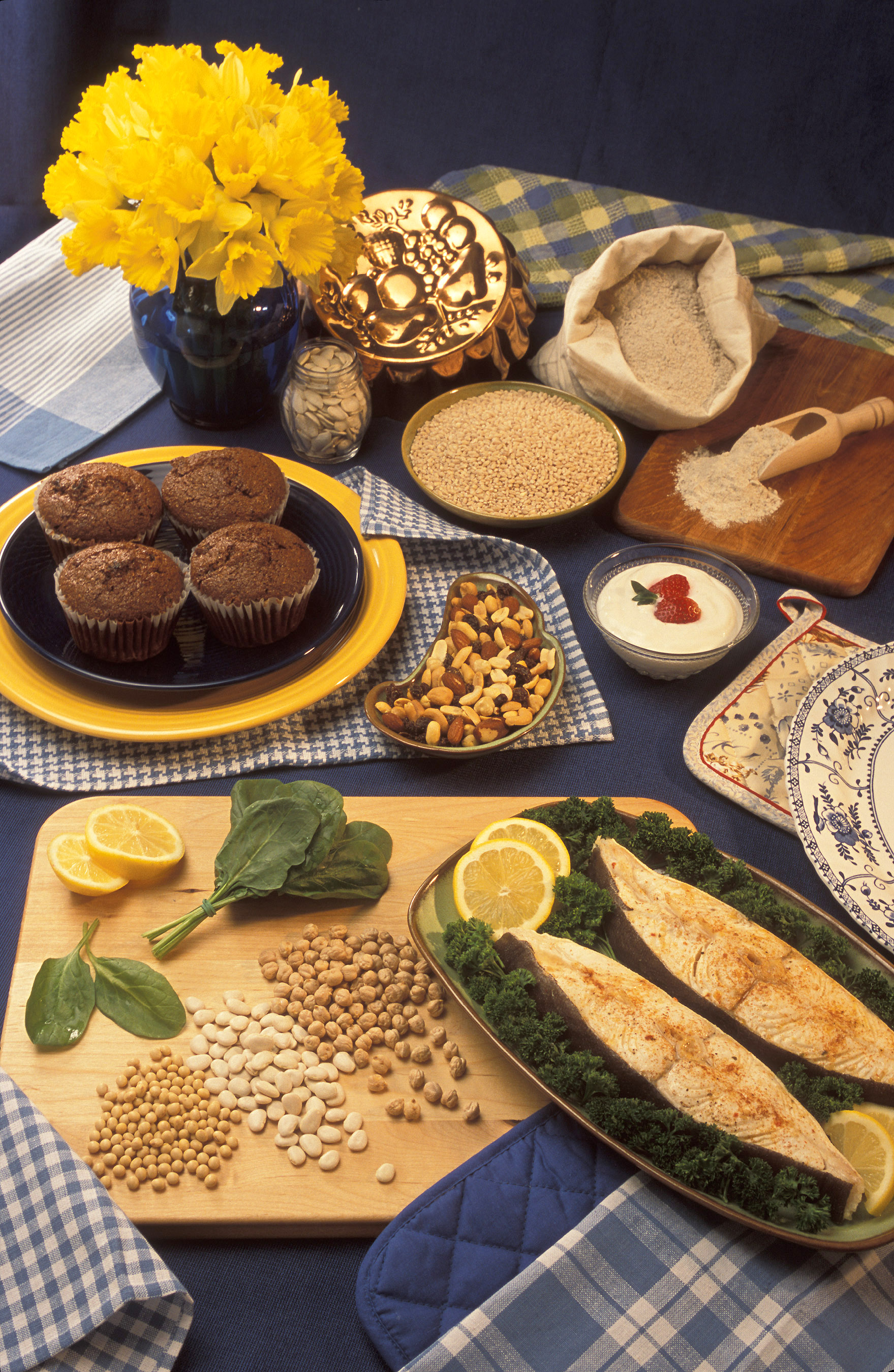
sources alimentaires de magnésium (dans le sens des aiguilles d'une montre à partir du haut à gauche) : muffins au son, graines de citrouille, orge, farine de sarrasin, yogourt à la vanille faible en gras, mélange montagnard, steaks de flétan, pois chiches, haricots de Lima, soja et épinards.

Une pratique alimentaire est une pratique sociale concernant l'alimentation humaine qui peut être d'origine culturelle, religieuse, idéologique, ou motivée par des préoccupations en matière de santé.

## Liste de pratiques alimentaires
- régime méditerranéen (ou régime crétois) ;
- régime Okinawa, inspiré par la forte proportion de centenaires sur l'île d'Okinawa au Japon ;
- crudivorisme, consommation de nourriture crue, non raffinée ;
- alimentation dissociée, consistant à ne pas mélanger tous les aliments au sein du même repas ;
- régime paléolithique, composé uniquement d'aliments consommés par les hommes préhistoriques ;
- régime hyperprotéiné, régime amaigrissant basé sur une augmentation de la prise de protéines ;
- régime hyposodé, le plus souvent prescrit à la suite d'affections cardiovasculaires comme l'hypertension artérielle ;
- nutrition Seignalet (appelé parfois « régime hypotoxique ») ;
- régime Atkins ;
- régime macrobiotique ;
- régime végétarien ;
- régime végétalien ;
- alimentation à base d'aliments complets d'origine végétale ;
- régime flexitarien ;
- régime pesco-végétarien ;
- régime sattvique, lié à la médecine ayurvédique ;
- jeûne ;
- régime en glucides spécifiques (anglais specific carbohydrate diet, SCD) est une pratique alimentaire créée par le Dr Sidney V. Haas.

Certains régimes ont été proposés comme moyen de contrôler l'inflammation en cas de rhumatismes inflammatoires ou de maladies auto-immunes, avec un niveau de preuve très limité.

## Religion et alimentation
- Le carême dans la religion chrétienne ;
- La cacherout dans la religion juive ;
- Le saoum (jeûne du Ramadan) dans la religion musulmane ;
- Le halal dans la religion musulmane.

## Histoire
En médecine hippocratique développée aux VIe et Ve siècles av. J.-C., le terme de « régime » (διαίτης diaitês), a un sens plus large que maintenant. Il comprend autant l’alimentation que les exercices physiques, le sommeil, les bains, etc.